# NGC 3058
NGC 3058 est une paire de galaxies spirales en interaction.  NGC 3058 a été découverte par l'astronome américain Francis Leavenworth en 1886. Cette paire a aussi été observée par l'astronome français Stéphane Javelle le 20 avril 1892 et elle a été ajoutée l'Index Catalogue sous la cote IC 573.

## Caractéristiques
Sa vitesse par rapport au fond diffus cosmologique est de 7 818 ± 26 km/s, ce qui correspond à une distance de Hubble de 115,3 ± 8,1 Mpc (∼376 millions d'al).
À ce jour, trois mesures non basées sur le décalage vers le rouge (redshift) donnent une distance de 119,250 ± 5,508 Mpc (∼389 millions d'al), ce qui est à l'intérieur de la distance de Hubble.